# Coppermine
Coppermine Photo Gallery es una aplicación web foto-galería con capacidades multimedia. Requiere de PHP, MySQL, e ImageMagick o la biblioteca de gráficos GD, y trabaja con la mayoría de software de servidor web como Apache.
Coppermine Photo Gallery tiene interfaces con muchos de los paquetes de software CMS más populares, entre los cuales están: e107, Invision Power Board, Joomla!, Mambo, phpBB, PostNuke, PunBB, Simple Machines Forum, vBulletin, WoltLab Burning Board, y YaBB SE.

## Requerimientos de software
- PHP (4.1.0 o superior).
- GD lib
- MySQL